# Diamante-de-gould
Diamante-de-gould ou diamante-arco-íris (Chloebia gouldiae) é um colorido passarinho passeriforme originário da Austrália, cujo nome científico é Chloebia gouldiae ou Erythrura gouldiae. Atualmente há fortes evidências que demonstram que sua população tem vindo a diminuir até mesmo no norte da Austrália, onde a sua concentração populacional é maior, de modo que em 1992 foi classificado sob os critérios da IUCN (União Internacional para Conservação da Natureza) como "ameaçado de extinção em seu estado selvagem". Entretanto, seu número absoluto é pouco preocupante, uma vez que é intensivamente difundido nas criações em cativeiro por avicultores de todo mundo.
Essa espécie foi descoberta pelo ornitólogo britânico John Gould em 1844, sendo depois nomeado como "diamante Gould" por sua esposa Elizabeth Gould.
É uma ave tranquila e serena, vivendo em bandos e coexistindo pacificamente com outras espécies que sejam de  comportamento semelhante. Na natureza apresenta-se sob três formas: diamante gould de cabeça vermelha, preta ou laranja. No entanto, pode ser encontrado atualmente em cativeiro com diversas colorações, decorrentes de mutações desenvolvidas em sucessivos cruzamentos.

## Características

### Distinção
Existem três variações de cores entre o diamante-de-gould na natureza: cabeça-vermelha, cabeça-preta, e cabeça-laranja. Os próprios nativos achavam que se tratavam de espécies diferentes, mas depois descobriu-se que se trata de uma única espécie.
Os diamantes-de-gould, assim que nascem, são cor-de-rosa e despidos até aproximadamente 12/13 dias, quando as primeiras penas começam a aparecer.
Os diamantes-de-gould jovens são distinguidos por suas cores, com a cabeça, lados e garganta cinzentas. Sua parte traseira, asas e penas da cauda são verde-azeitona. Sua parte de baixo é marrom-pálido. Os bicos são negros com ponta avermelhada. Suas pernas e pés são marrom-claro.
As fêmeas são menos coloridas e tem caudas menores, para ficarem mais camufladas nos ninhos, e os machos mais coloridos, para chamar atenção dos predadores, dando mais segurança para os filhotes.
Os machos são os mais coloridos, variando entre as cores roxo, preto, verde, amarelo, branco e vermelho, com o bico amarelo-claro e pontas da mesma cor da face.
Medem normalmente de 12 a 14 cm.

### Comportamento
São pássaros muito sociais, podem ser encontrados em bandos e, à época da ninhada, pode haver mais de um ninho na mesma árvore. Os filhotes deixam os ninhos com 3 semanas de idade. São pássaros calmos e vivem normalmente longe dos homens. Seu canto não é ouvido em longas distâncias, mas é bastante melodioso.
Em cativeiro, dependendo do espaço envolvido e especialmente na época de reprodução, o diamante-de-gould pode adotar uma personalidade bastante agressiva, mesmo com os da sua espécie, ou seja, um comportamento territorial.

## Alimentação
Na natureza, preferem se alimentar no alto do que no solo. Preferem sementes, mas também necessitam de insetos, pois estes são de alto valor proteico. Podem se alimentar sozinhos ou em grupo.
Em cativeiro, deve-se alimentá-los com alimentos bem diversificados, para que tenham boa saúde. Comem sementes (alpiste, painço-branco, painço-português, senha, milheto, gergelim-branco e com casca), verduras (almeirão e chicória), farinhas (farinha de rosca, de ovo), areia média de rio bem lavada (ajuda na digestão), casca triturada de ovo de galinha, siba, suplementos vitamínicos e proteicos (duas vezes por semana) e vinagre de maçã fermentado naturalmente (uma vez por semana).

## Reprodução
Para cortejar a fêmea, o macho faz uma dança impressionante de ver: ele se curva perante ela, balança a cabeça por uns 10 segundos (nesta posição) e logo após começa a saltitar, com a cauda apontada na direção da fêmea, com o peito estufado e com o olhar fixo na fêmea. Acontece mais frequentemente no período final das chuvas, pois há abundância de alimentos. As fêmeas colocam de 4 a 6 ovos. Tanto o macho quanto a fêmea ajudam a chocar os ovos e cuidam dos filhotes após o nascimento. A incubação dura geralmente 14 dias, e a plumagem começa a nascer com 12 dias de vida aproximadamente. Em casais inexperientes, é comum que haja a morte consecutiva das crias, eventualmente com a "expulsão" das mesmas do ninho, sendo que este comportamento é maioritariamente observado pelos machos. Em cativeiro, mesmo em gaiolas de pequenas dimensões, esta espécie reproduz-se relativamente bem, sendo necessário colocar à disposição do casal o mínimo dispensável. Em habitações, o essencial será colocar a gaiola junto a paredes, de forma a que, em temo de postura e choco, o casal apenas tenha 2 a 3 frentes para "patrulhar", diminuindo drasticamente o stress do casal.

## Conservação
O número de pássaros dessa espécie foi reduzido drasticamente na natureza, no século XX. Seu habitat foi reduzido e alterado. E também foram reduzidos consideravelmente por uma espécie de ácaro, que os levava à morte. Sua coloração muito colorida chama atenção dos predadores, ficando fácil sua identificação na hora da caça.
O número de indivíduos da espécie, entretanto, não é baixo. Por ser muito bonito, é muito apreciado por colecionadores e criadores, sendo muito usado como animal de estimação.
Apesar da beleza desta espécie, é importante salientar as necessidades que é preciso manter, enquanto animal de estimação, pois esta espécie é muito propensa a desenvolver certo tipo de doenças, sendo que algumas são mortais.

## Fotos

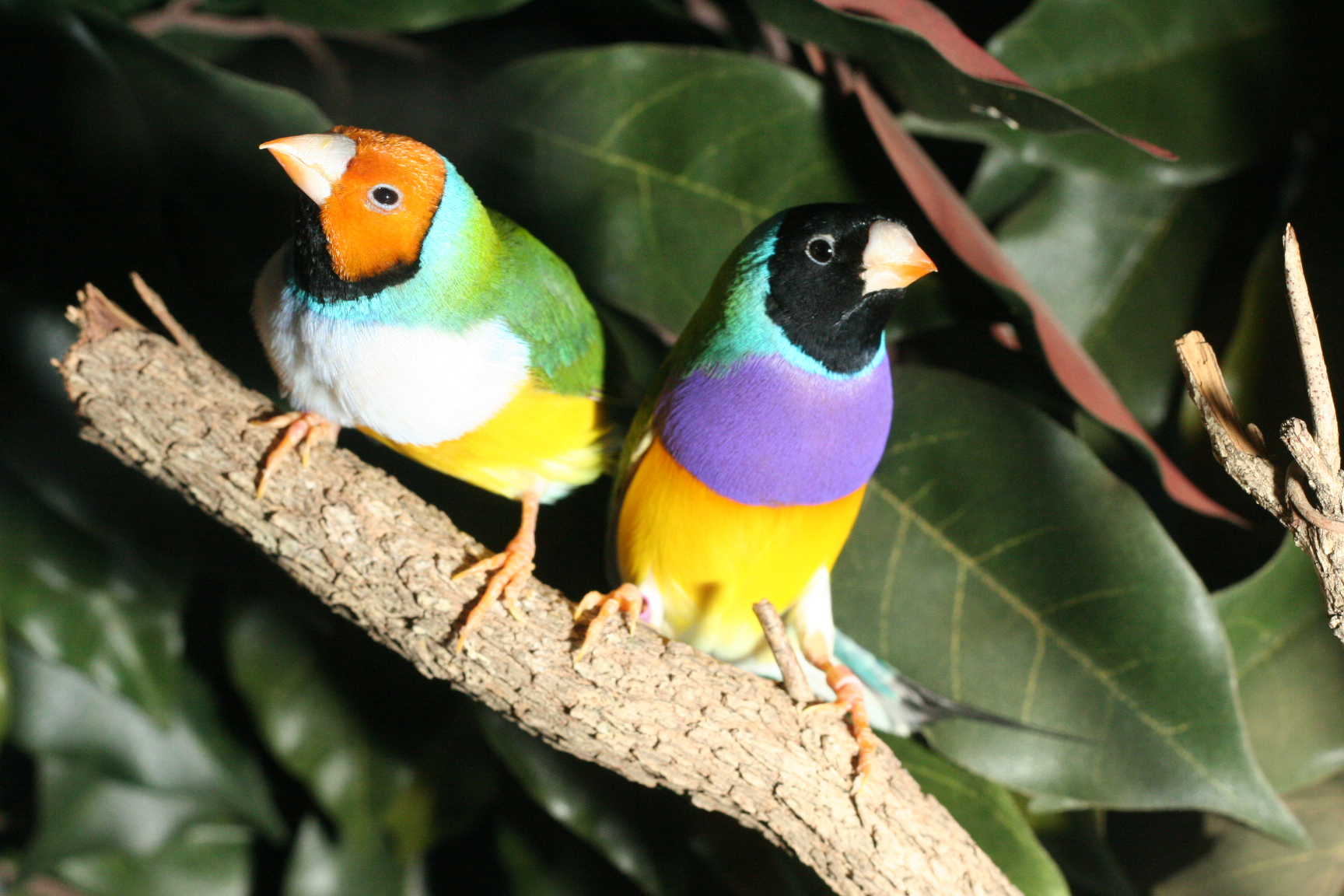
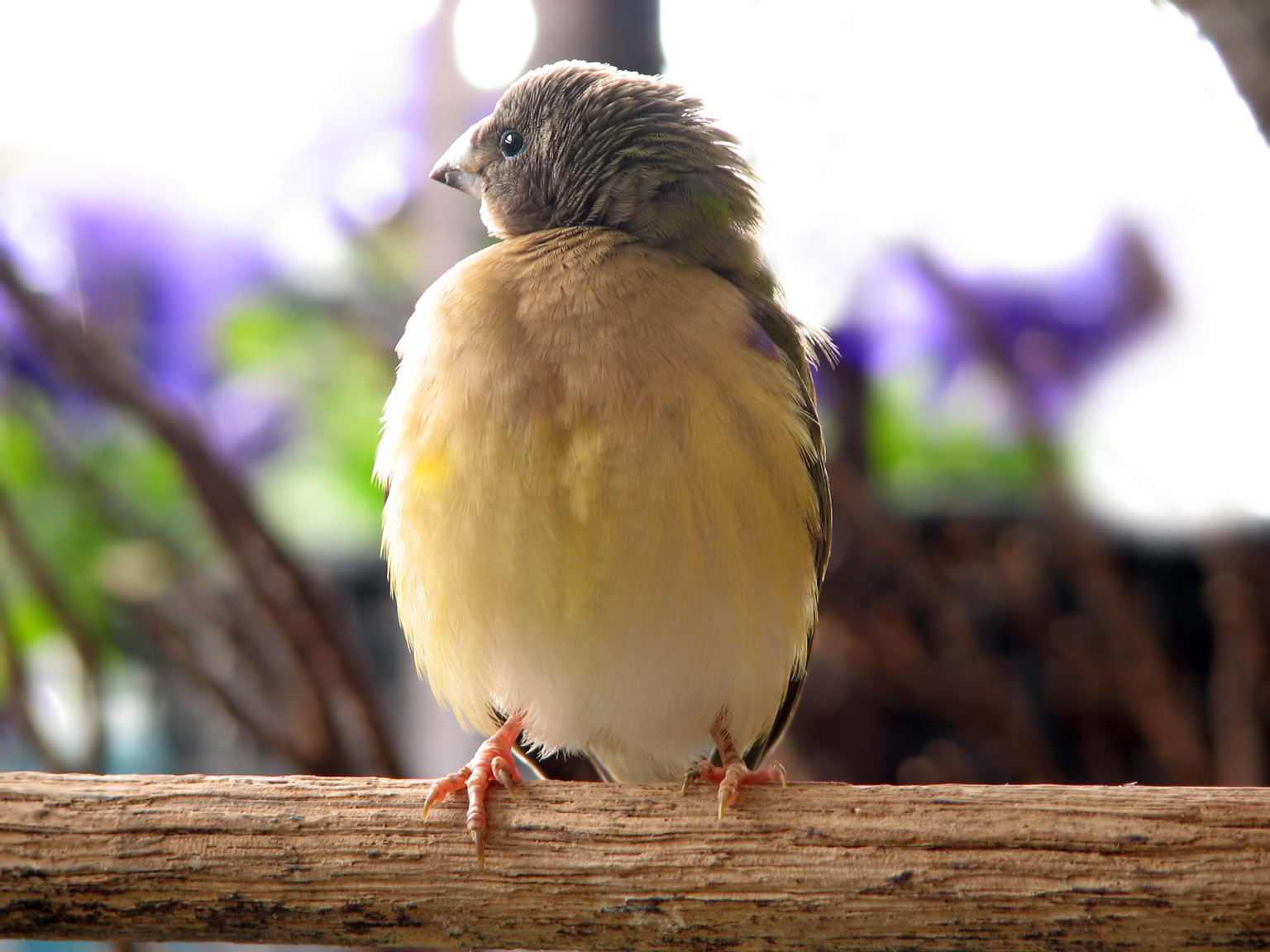
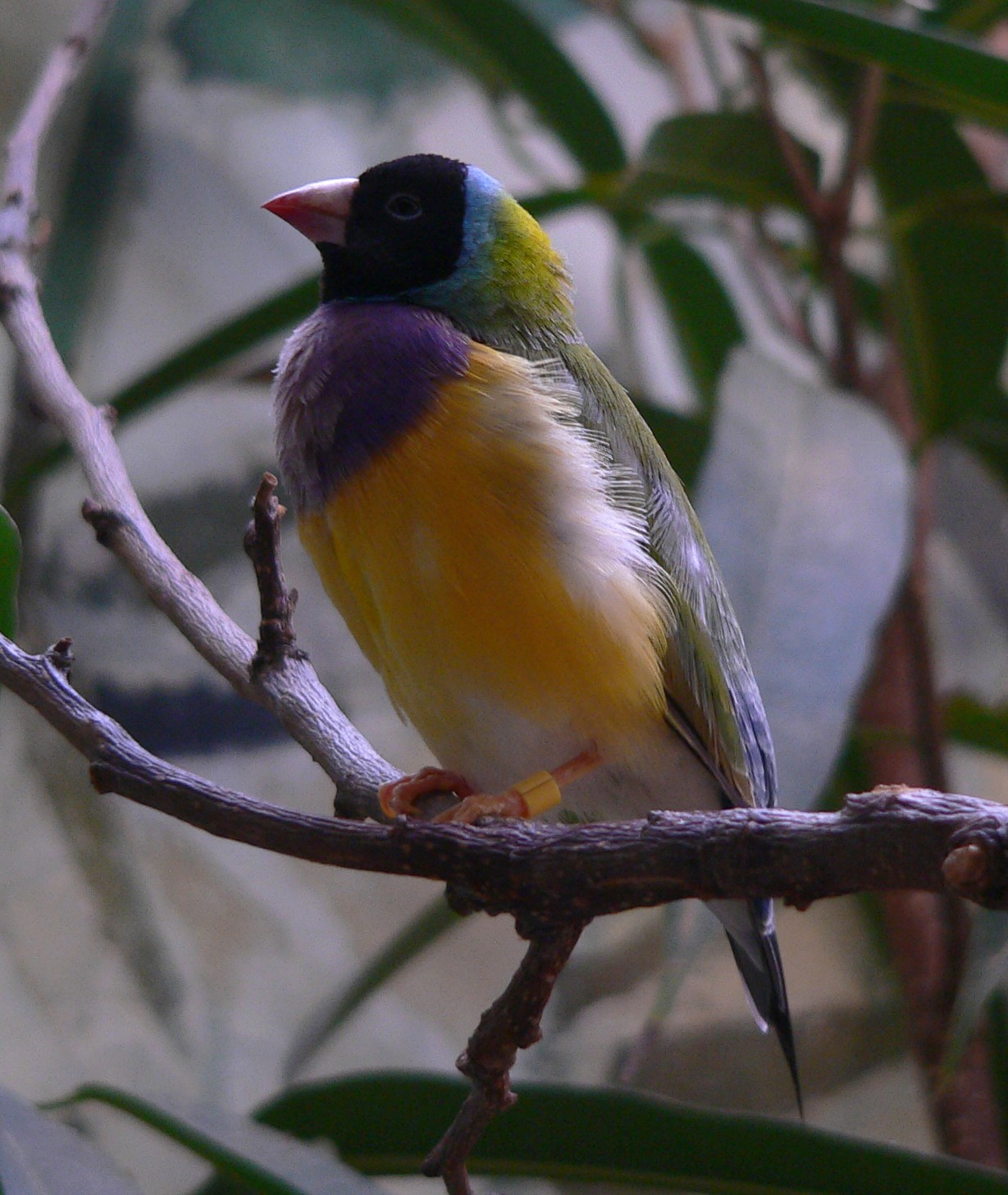
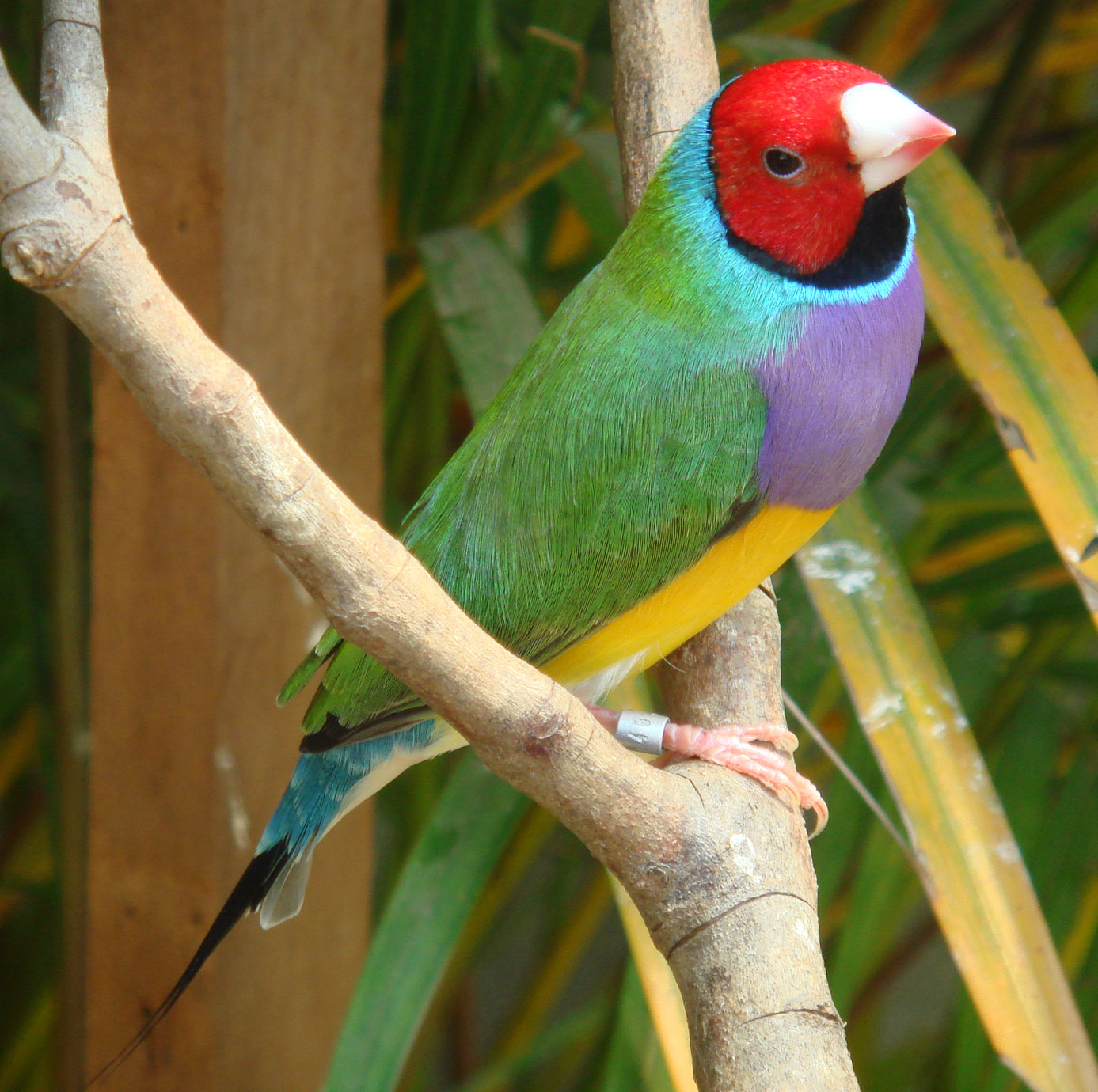

## Anatomia

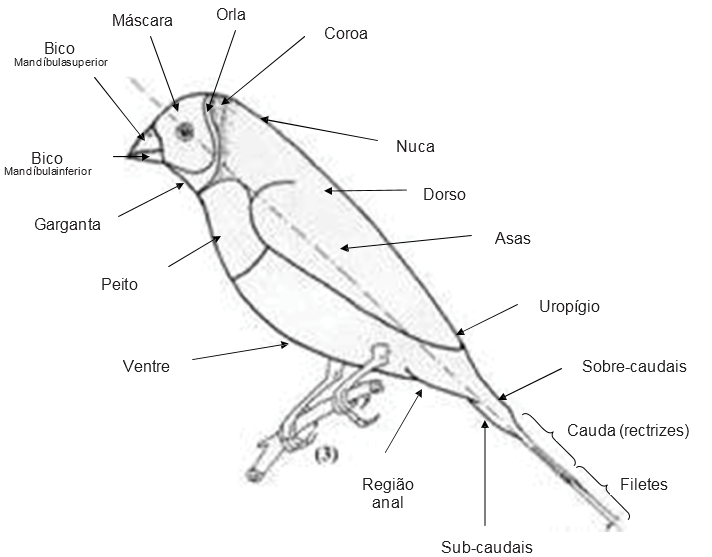
Anatomia